# Kasuku (rivière)
Pour les articles homonymes, voir Kasuku.
La Kasuku est une rivière et un affluent du fleuve Congo, en République démocratique du Congo. Elle coule dans l’est du Maniema. À 3 kilomètres de sa confluence avec la rivière Luyanga, elle forme le lac Kasuku.